# Acacia blakelyi
Acacia blakelyi é uma espécie de leguminosa do gênero Acacia, pertencente à família Fabaceae.